# Franjo Frančič
Franjo Frančič, slovenski pesnik, pisatelj in dramatik, prevajalec* 21. februar 1958, Ljubljana.

## Življenjepis
Frančič je mladost preživljal v vzgojnem zavodu, kjer se je izučil za galvanizerja. Leta 1979 je v Ljubljani diplomiral na Fakulteti za socialno delo. Po končanem študiju se je od leta 1979 do 1986 preživljal s priložnostnimi deli, nato pa je postal svoboden kulturni delavec.
Franjo Frančič je prejel tudi veliko nagrad in priznanj. Za roman Domovina, bleda mati (preveden v šest tujih jezikov), ki velja za njegovo najbolj razvpito delo zaradi kritične obravnave jugoslovanske vojske, je leta 1986 prejel nagrado zlata ptica, ki pa jo je odklonil. Leta 1989 je prejel nagrado za poezijo na natečaju tržaške revije Mladika. Zbirka Dobro jutro, Charles Bukowski! pa je bila leta 1989 nagrajena na natečaju za erotično zgodbo, preko 50 nagrad na natečajih v Italiji, Avstriji, Srbiji. 30 njegovih knjig je prevedeno v deset tujih jezikov.
Franjo Frančič se uvršča med najbolj kritične avtorje svoje generacije.

## Delo
V slovenskem literarnem prostoru se je prvič pojavil leta 1983 s kratko zgodbo v almanahu Mlada proza, njegovo prvo samostojno delo – zbirka kratke proze z naslovom Egotrip – pa je izšlo leta 1984. Doslej je izdal že več kot trideset knjig, to so zbirke kratkih zgodb, romani, pesniške zbirke, otroška in mladinska dela, k temu pa je treba pridati še radijske igre in dramska besedila. 
Značilnosti njegove proze so preprost, verističen slog s slengovskimi in vulgarističnimi izrazi, družbena in socialna kritika ter izrazita erotika s spolnostjo.
Njegova dela so prežeta z mladostnimi travmatskimi spomini in poznejšimi življenjskimi izkušnjami. V svojih delih Frančič teži k upodabljanju realnega življenja, odkrito in neposredno govori o temah, ki po navadi ostanejo zamolčane. (Anti)junaki njegovih zgodb so večinoma inteligentni prestopniki, ki so hkrati samovoljni, amoralni, nesocializirani, celo sadistični.  V otroških in mladinskih delih pa se pogosto loteva problematike odraščanja v neurejenih socialnih razmerah. Za njegovo pisanje velja, da ima poseben, samosvoj jezik, ki je pravzaprav preplet dveh slogov – verizma in liričnosti. Z verizmom skuša čim bolj verno upodobiti realno življenje, z liričnostjo pa izraziti delež sanj in hrepenenja v njem. Uporablja tudi redko obliko drugoosebnega pripovedovalca, ki se pojavlja kot domiselna krinka za prvoosebno perspektivo.

## Nagrade
- 1986 zlata ptica

- 2017 Tartinijevo priznanje (najvišja nagrada Občine Piran za kulturne dosežke)
- 2024 Kocjančičeva nagrada[4] za izjemen prispevek k istrski kulturi

### Novele in črtice
- Ego trip (1984)
- Ne (1986)
- Milostni strel - Orgija (1989)
- Rosa (1993)
- Istra, gea mea (1993)
- Male vojne (1994)
- Dobro jutro, Charles Bukowski! (izbor 1990-1997; erotične zgodbe)
- Kam se skrijejo metulji pred dežjem (2008; izbor 1984-2008)
- Evtanazija ali Stražar, kdaj bo noč? (2014)
- Vzemi me k sebi: kratke zgodbe (2019)
- Zlatolaska: 11 let, 62 ljubljenj in 7 noči (2020)
- Korona blues, zadnji krog (2021)
- V kraljestvu nove države: nekoč, nekje, živela je država, naj lije zdaj kri, naj lije z neba (2021)
- Piši, ti samo piši (2021)
- Pravljice o ljubezni, samoti in morju (2022)

### Romani
- Domovina, bleda mati (1986)
- Jeb (1989)
- Sovraštvo (1993)
- Škorpijonova balada (1995)
- Poševni stolp v Pisi (1995)
- Shizo (1998)
- Ljubezni in sovraštva (2002)
- Ledeni ogenj resničnosti (2006)
- Grauženčas (2007)
- Hipo (2009)
- Demoni, angeli in kurbe (2009)
- Je zima v krilu poletja (2010)
- Slepe ulice (2012)
- Ljubiti Abadona (2012)
- Vojno stanje (življenjepis, 2022)
- Samota orgazmov pozabljenih smrti (2023)

### Pesniške zbirke
- Klovnova obzorja (1990)
- Začasno osvobojeno ozemlje (1992)
- Janočka (2000)
- Morje, morje, morje (2020)

### Drugo
- 12 knjig za otroke (Ulica svobode, Ne povej luni, da sem sama, Angelo, O princu, ki mu je počilo srce...)
- Uprizorjeni dramski teksti (Janočka, Imej se rad, Ulica svobode...)
- 24 knjižnih prevodov v 7 tujih jezikov